# Lindi (vattendrag i Kongo-Kinshasa)
Lindi är en flod i Kongo-Kinshasa, ett biflöde till Kongofloden. Den rinner genom provinserna Norra Kivu och Tshopo, i den centrala delen av landet, 1 200 km nordost om huvudstaden Kinshasa. En del av floden ingår i gränsen mellan provinserna.